# Dia Internacional per a l'Eliminació de la Discriminació Racial
El Dia Internacional per a l'Eliminació de la Discriminació Racial és un dia internacional que se celebra anualment el 21 de març, que té com a objectiu l'abolició de qualsevol forma de discriminació racial.
Aquest dia, de l'any 1960, la policia va obrir foc en una manifestació pacífica a Sharpeville, Sud-àfrica, contra les lleis d'aprovació de l'apartheid. A conseqüència de la intervenció, 69 persones van morir i 180 van resultar ferides. En proclamar el dia l'any 1966, l'Assemblea General de les Nacions Unides va demanar a la comunitat internacional que redoblés els seus esforços per tal d'eliminar totes les formes de discriminació racial.

## Dia dels Drets Humans a Sud-àfrica
A Sud-àfrica, el 'Dia dels Drets Humans' és un dia festiu que se celebra el 21 de març de cada any. El dia commemora les vides dels que van morir per lluitar per la democràcia i la igualtat de drets humans per a tothom a Sud-àfrica durant l'apartheid, un sistema institucionalment racista basat en la discriminació racial. La massacre de Sharpeville del 21 de març de 1960 és el dia de referència particular d'aquest dia festiu.